# Stipe Mandalinić
Stipe Mandalinić (Split, 9. rujna 1992.), hrvatski rukometaš i rukometni reprentativac. Smatra se jednim od najvećih europskih talenata na poziciji lijevog vanjskog. ↓3

## Karijera

### Klupska
Karijeru je započeo u RK Split, 2010. je počeo igrati za RK Karlovac, a od 2012. član je RK Zagreba, u kojem je igrao punih šest sezona.
Potkraj studenog 2017. potpisao je za njemačkog prvoligaša Füchse Berlin na tri i pol godine. U tom trenutku bio je najbolji strijelac Lige prvaka s 44 pogotka. Godine 2020 prelazi u Makedonski klub RK EuroFarm Pelister.

### Momčadska
Osvojio je kadetsko zlato u Crnoj Gori 2010. S mladom reprezentacijom 2011. na svjetskom prvenstvu plasirao se na 8. mjesto.  Na juniorskom EP 2012., na kojem je Hrvatska osvojila srebro, proglašen je najkorisnijim igračem i najboljim lijevim vanjskim prvenstva.
Za seniorsku reprezentaciju Hrvatske nastupa od Svjetskog prvenstva 2013. na kojem je osvojio brončano odličje. Sudionik je europskog prvenstva u Danskoj 2014. kao igrač Zagreba.
Nije nastupio na svjetskom prvenstvu u Kataru 2015. godine. Dvije godine kasnije nastupio je na Svjetskom prvenstvu u Francuskoj kao dio izabrane šesnaestorke. Uoči prvenstva za Hrvatsku je odigrao tek 19 utakmica, zabivši sveukupno 18 pogodaka.